# 딜런 아널드
딜런 아널드(영어: Dylan Arnold, 1994년 2월 11일 ~ )는 미국의 배우이다.

## 출연 작품
- 애프터 (2019)
- 래기스 (2014)
- 원 스퀘어 마일 (2014)
- 뚱보가 세상을 지배한다 (2012)